# Hospital Christus Muguerza (UPAEP)
El Hospital Christus Muguerza (UPAEP), antes conocido como la Casa de la Maternidad Haro y Tamariz, es un nosocomio ubicado en la ciudad de Puebla de Zaragoza. La edificación es considerada como Patrimonio Histórico de la ciudad de Puebla.

## Historia
Fue la primera casa de maternidad en Latinoamérica, creada a fines del siglo XIX por disposición de Luis Haro y Tamariz. Se edifica la casa con el propósito de apoyar y auxiliar a las mujeres de escasos recursos durante el proceso de gestación hasta el nacimiento.
La Casa de Maternidad funcionó como dependencia del Hospital de San Pedro, el primer nosocomio en la ciudad, actualmente San Pedro Museo del Arte, sede de exposiciones artísticas y espacio dedicado al acervo pictórico novohispano, cuya historia médica existió entre el siglo XVI hasta el XX. Más tarde en el siglo XX fue oficialmente Hospital General. Cuando acabó el proceso de reforma Universitaria en los años 70, finalmente pasó a pertenecer a la Universidad Popular Autónoma del Estado de Puebla.

#### Construcción
- Fue en 1878 cuando los testamentarios del Sr. Luis Haro y Tamariz, presentaron una solicitud al Ayuntamiento con permiso de establecer una casa de maternidad en la calle Porfirio Díaz. Sin embargo, el cuerpo municipal pasó al estudio de Salubridad Pública aquella petición, la cual no aprobó su construcción. La causa fue porque no se contaba con las cualidades necesarias que necesitaba tener la Casa de Maternidad, tales como; higiene, espacio, ventilación y alejamiento del centro poblano.[4]
- Después de grandes disputas en el palacio del gobierno, el Dr. Morales Pereira, quien era el regidor de esa época, señaló que era conveniente el establecer una Casa de Maternidad en la antigua Plazuela de San Agustín, ubicada en calle 5 poniente y 7 sur del estado de Puebla. De esta manera, el 31 de octubre de 1877 se firmó finalmente la autorización legítimo para su construcción.[5]
- El arquitecto que estuvo encargado de la obra fue el arquitecto mexicano Eduardo Tamariz Almendaro, de 1879 a 1885. El 13 de abril de 1885 se inauguró la primera Casa de Maternidad y fue considerada la más grande en toda Latinoamérica.

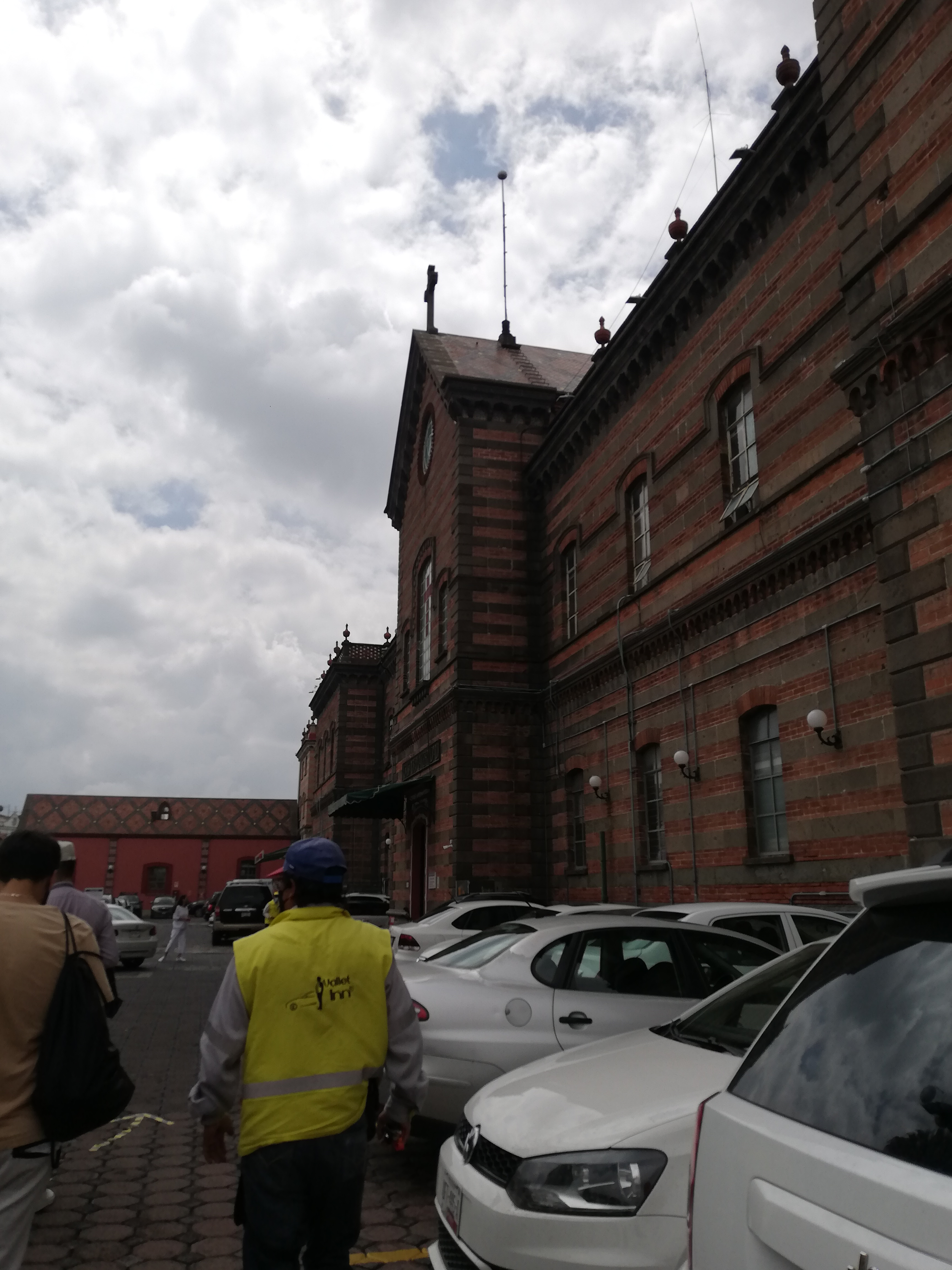
Fachada en perspectiva del Hospital Christus Muguerza UPAEP en Puebla

## Arquitectura
Perteneciente al siglo XIX, la fachada es un ejemplo de la arquitectura del Porfiriato, con una presente reminiscencia de estilo morisca mudéjar en su construcción. Se pueden observar torrecillas y minaretes que tienen ritmo y repetición, mezclando ladrillo rojo y mampostería también. Además, su techumbre es de materiales como el hierro y zinc. La influencia extranjera está muy presente, pues guarda similitudes con los familisterios en Francia.

### Espacio

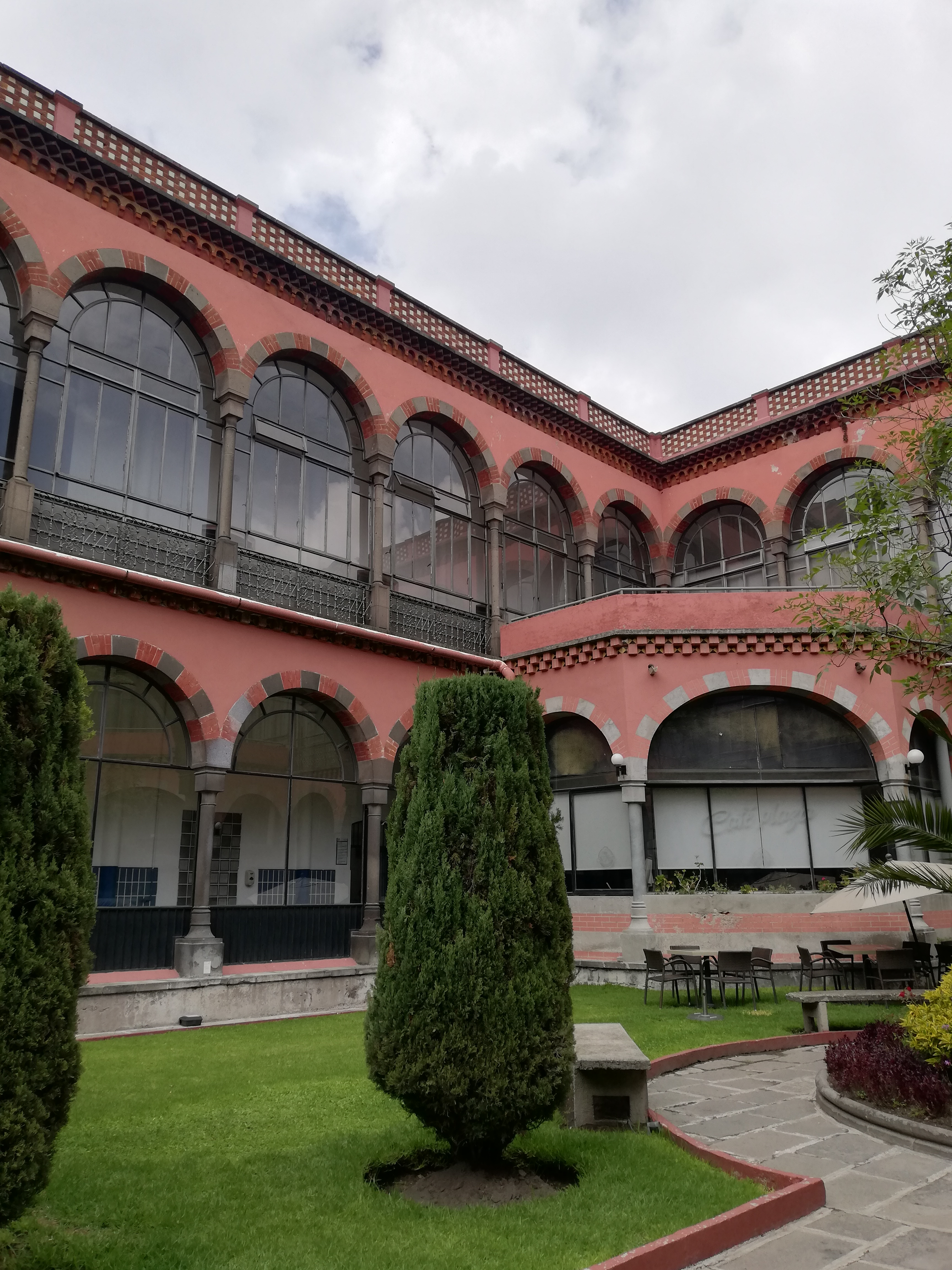
Patio Central del Hospital Christus Muguerza UPAEP en Puebla.

Edificio de dos niveles construidos durante el siglo XIX para alojar la casa de la maternidad. El recinto fue construido en los terrenos de la antigua plaza de San Agustín, en la manzana con superficie territorial de 9017 m. 
Hay elementos mudéjares en el edificio como magnífico minarete de la capilla, se ve en cerámica en sus frisos y la perfecta definición de su patio interior central con arcadas y fuente central como las usaban en las construcciones árabes, aunque el concepto del patio central en este tipo de inmuebles (fourienista) es definido como patio de invierno.

### Hospital
El hospital cuenta con espacios como: urgencias, capilla, salas de espera, central de enfermería, laboratorio, estancia corta, quirófanos, terapia intensiva (UCI), terapia intensiva neonatal (UCIN), cuneros fisiológicos, habitaciones y club médico.